# Empoli Football Club 1971-1972
Questa voce raccoglie le informazioni riguardanti l'Empoli Football Club nelle competizioni ufficiali della stagione 1971-1972.

## Stagione
Nella stagione 1971-1972 l'Empoli disputa il girone B del campionato di Serie C, con 36 punti ottiene l'undicesimo posto in classifica. Il campionato è stato vinto dal Del Duca Ascoli con 58 punti, davanti al Parma con 50 punti, al terzo posto la Spal e la Sambenedettese con 46 punti. Retrocedono in Serie D la Sangiovannese con 30 punti, l'Imola con 29 punti e l'Entella di Chiavari con 20 punti.
L'Empoli del presidente Renzo Bagnoli e guidato in panchina per questa stagione dall'ex viola e laziale Sergio Castelletti, si rinforza in difesa con l'arrivo dal Brescia del difensore Alberto Fumagalli che fa da chioccia al gioiellino Moreno Roggi pronto al salto in Serie A. La squadra empolese disputa un torneo stabilmente nelle posizioni di centro classifica. Con un bottino di 12 reti il miglior realizzatore stagionale degli empolesi è stato Gaetano Salvemini, buono anche l'apporto realizzativo di Sauro Bonetti autore di 8 reti e di Raffaello Vernacchia con 7 centri. Protagonista assoluto di questa stagione è stato il Del Duca Ascoli di Costantino Rozzi e Carletto Mazzone che vince alla grande il campionato, e in sole due stagioni, questa e la prossima in Serie B, compirà l'impresa di salire dalla Serie C alla Serie A.

## Rosa
| N. |                   | Ruolo | Calciatore             |
| -- | ----------------- | ----- | ---------------------- |
|    | Italia (bandiera) | A     | Sauro Bonetti          |
|    | Italia (bandiera) | D     | Andrea Cisco           |
|    | Italia (bandiera) | A     | Ferdinando Donati      |
|    | Italia (bandiera) | A     | Angelo Fonsidituri     |
|    | Italia (bandiera) | D     | Alberto Fumagalli      |
|    | Italia (bandiera) | D     | Carlo Furlanis         |
|    | Italia (bandiera) | C     | Massimo Fusi           |
|    | Italia (bandiera) | D     | Roberto Gheda          |
|    | Italia (bandiera) | C     | Ermes Lasagni          |
|    | Italia (bandiera) | D     | Gian Pietro Martinelli |

| N. |                   | Ruolo | Calciatore           |
| -- | ----------------- | ----- | -------------------- |
|    | Italia (bandiera) | P     | Sauro Pannocchia     |
|    | Italia (bandiera) | C     | Nicola Perricone     |
|    | Italia (bandiera) | P     | Germano Pietti       |
|    | Italia (bandiera) | C     | Gianbattista Rigoni  |
|    | Italia (bandiera) | D     | Moreno Roggi         |
|    | Italia (bandiera) | A     | Silvio Rosa          |
|    | Italia (bandiera) | C     | Gaetano Salvemini    |
|    | Italia (bandiera) | D     | Primo Serafini       |
|    | Italia (bandiera) | C     | Raffaello Vernacchia |

## Risultati

### Serie C girone B

#### Girone di andata
| Empoli 12 settembre 1971 1ª giornata | Empoli                 | 0 – 0 | Imola | Stadio Carlo Castellani\| Arbitro: \| Perissinotto (Venezia) \| |
| Arbitro:                             | Perissinotto (Venezia) |       |       |                                                                 |

| Arbitro: | Celli (Trieste) |

|                               |           |                      |
| Bazzarini 38’ Pescosolido 85’ | Marcatori | 64’ (rig.) Salvemini |

| Arbitro: | Schena (Foggia) |

|               |           |  |
| F. Donati 34’ | Marcatori |  |

| Arbitro: | Vaccaro (Torino) |

|                                |           |  |
| Briganti 35’ (rig.) Zironi 38’ | Marcatori |  |

| Arbitro: | Agnolin (Bassano del Grappa) |

|          |           |  |
| Rosa 69’ | Marcatori |  |

| Arbitro: | Pesciarelli (Roma) |

|               |           |             |
| Salvemini 75’ | Marcatori | 18’ Zanolla |

| Giulianova 24 ottobre 1971 7ª giornata | Giulianova    | 0 – 0 | Empoli | Stadio Rubens Fadini\| Arbitro: \| Sansò (Lecce) \| |
| Arbitro:                               | Sansò (Lecce) |       |        |                                                     |

| Empoli 31 ottobre 1971 8ª giornata | Empoli          | 0 – 0 | Viareggio | Stadio Carlo Castellani\| Arbitro: \| Grassi (Savona) \| |
| Arbitro:                           | Grassi (Savona) |       |           |                                                          |

| Arbitro: | Laurenti (Padova) |

|                        |           |                |
| Stevan 48’ Spadaro 60’ | Marcatori | 52’ Vernacchia |

| Arbitro: | Esposito (Torre Annunziata) |

|                |           |               |
| Vernacchia 63’ | Marcatori | 77’ Prestanti |

| Prato 21 novembre 1971 11ª giornata | Prato         | 0 – 0 | Empoli | Stadio Lungobisenzio\| Arbitro: \| Ciulli (Roma) \| |
| Arbitro:                            | Ciulli (Roma) |       |        |                                                     |

| Arbitro: | Fuschi (Pescara) |

|                  |           |  |
| Bonci 57’ (rig.) | Marcatori |  |

| Arbitro: | Busalacchi (Palermo) |

|             |           |            |
| Bonetti 29’ | Marcatori | 28’ Vitali |

| Arbitro: | Testuzza (Genova) |

|               |           |                |
| Benesperi 83’ | Marcatori | 31’ Vernacchia |

| Arbitro: | Governa (Alessandria) |

|                           |           |  |
| Bonetti 59’ F. Donati 61’ | Marcatori |  |

| Arbitro: | Tabanelli (Ravenna) |

|                           |           |                      |
| Piccoli 23’ Antonioli 63’ | Marcatori | 37’ (rig.) Salvemini |

| Arbitro: | Artico (Padova) |

|                                |           |                    |
| Cervigni 16’ Nobili 65’ (rig.) | Marcatori | 26’, 50’ Salvemini |

| Arbitro: | Grassi (Savona) |

|                      |           |                |
| Salvemini 65’ (rig.) | Marcatori | 73’ Bertarelli |

| Arbitro: | Benedetti (Roma) |

|           |           |  |
| Garri 56’ | Marcatori |  |

#### Girone di ritorno
| Arbitro: | Testuzza (Genova) |

|  |           |                                       |
|  | Marcatori | 60’ Vernacchia 74’ Bonetti 75’ Donati |

| Arbitro: | Medeghini (Brescia) |

|                               |           |  |
| Salvemini 40’ Fonsidituri 85’ | Marcatori |  |

| Arbitro: | Mascia (Milano) |

|                     |           |             |
| Busilacchi 20’, 28’ | Marcatori | 54’ Bonetti |

| Arbitro: | Laurenti (Padova) |

|                      |           |  |
| Salvemini 14’ (rig.) | Marcatori |  |

| Arbitro: | Marino (Taranto) |

|  |           |             |
|  | Marcatori | 14’ Bonetti |

| Arbitro: | Busalacchi (Palermo) |

|                   |           |  |
| Musiello 52’, 81’ | Marcatori |  |

| Arbitro: | Marti (Napoli) |

|              |           |  |
| Salvemini 3’ | Marcatori |  |

| Arbitro: | Celli (Trieste) |

|                            |           |                           |
| Giampaglia 80’ Cupisti 90’ | Marcatori | 22’ Salvemini 77’ Bonetti |

| Empoli 9 aprile 1972 28ª giornata | Empoli       | 0 – 0 | Lucchese | Stadio Carlo Castellani\| Arbitro: \| Toso (Udine) \| |
| Arbitro:                          | Toso (Udine) |       |          |                                                       |

| San Giovanni Valdarno 16 aprile 1972 29ª giornata | Sangiovannese     | 0 – 0 | Empoli | Stadio Virgilio Fedini\| Arbitro: \| Andreoli (Padova) \| |
| Arbitro:                                          | Andreoli (Padova) |       |        |                                                           |

| Empoli 23 aprile 1972 30ª giornata | Empoli        | 0 – 0 | Prato | Stadio Carlo Castellani\| Arbitro: \| Lops (Torino) \| |
| Arbitro:                           | Lops (Torino) |       |       |                                                        |

| Arbitro: | Moretto (San Donà di Piave) |

|               |           |           |
| Vernacchia 3’ | Marcatori | 80’ Bonci |

| Arbitro: | Testuzza (Genova) |

|                         |           |  |
| Monaco 30’ Simonato 75’ | Marcatori |  |

| Arbitro: | Bonassi (Milano) |

|                                                    |           |  |
| Salvemini 8’ Perricone 45’ Rosa 67’ Vernacchia 70’ | Marcatori |  |

| Arbitro: | De Fazio (Torino) |

|            |           |  |
| Perico 36’ | Marcatori |  |

| Arbitro: | Cesari (Bologna) |

|               |           |              |
| F. Donati 23’ | Marcatori | 22’ Agostini |

| Arbitro: | Ambrosio (Napoli) |

|                           |           |                                       |
| Salvemini 10’ Bonetti 66’ | Marcatori | 43’, 70’ (rig.) Donatello 58’ Zimerle |

| Arbitro: | Perissinotto (Venezia) |

|                   |           |             |
| Pagani 73’ (rig.) | Marcatori | 57’ Bonetti |

| Arbitro: | Artico (Padova) |

|                |           |             |
| Vernacchia 26’ | Marcatori | 32’ Magnani |